# Cerro de las Mesas

Archäologische Stätten am Golf von Mexiko

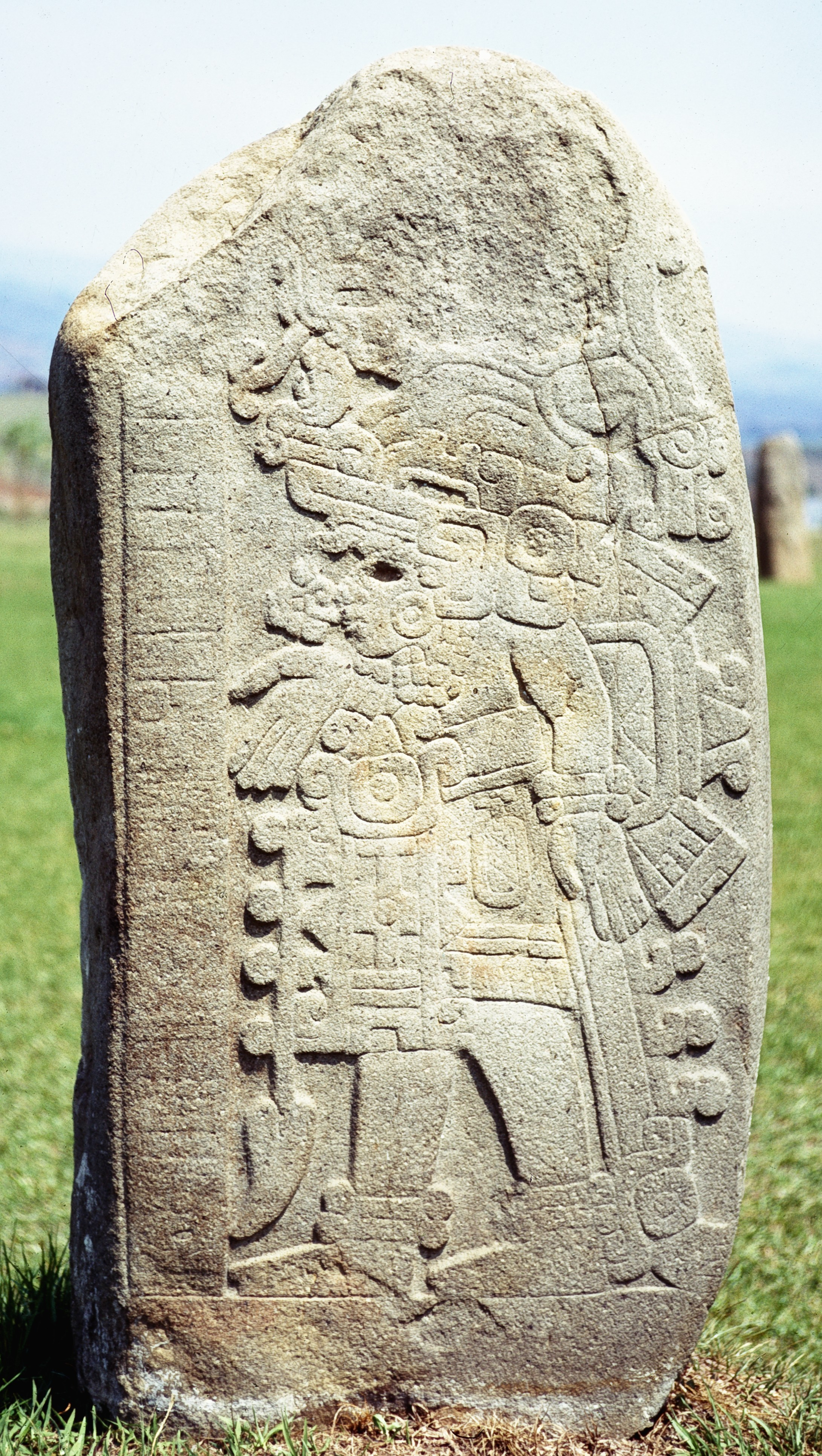
Cerro de las Mesas – Stele 6 (im Museo de Antropología de Xalapa)

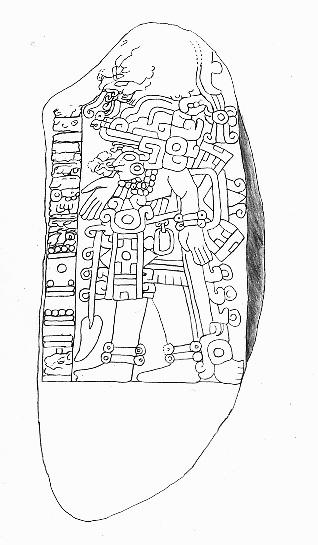
Cerro de las Mesas – Stele 6 (Zeichnung). In der linken Reihe findet sich das Long-Count-Datum 9.1.12.14.10 (= 4. April 468)

Cerro de las Mesas ist eine archäologische Fundstätte im Südosten des mexikanischen Bundesstaats Veracruz. Sie wird als Bindeglied zwischen den weiter südöstlich gelegenen Kulturen der Olmeken (z. B. Tres Zapotes) und der Maya einerseits und den Kulturen der Golfküste (z. B. El Tajín) andererseits betrachtet.

## Lage
Die Fundstätte von Cerro de las Mesas liegt im Einflussbereich des Río Papaloapan in einer Höhe von ca. 50 m; die Küste des Golfs von Mexiko ist nur etwa 30 km (Luftlinie) entfernt.

## Geschichte
Aus Keramikfunden etc. wird geschlossen, dass die Fundstätte etwa vom 6. vorchristlichen bis zum 9. nachchristlichen Jahrhundert besiedelt war und in der Zeit von etwa 300 bis 600 n. Chr. ihre Blütezeit erlebte.

## Architektur
Auf dem ca. 1,5 km² großen Gelände befinden sich zahlreiche von Menschenhand errichtete Hügel, die von den meisten Forschern in die nacholmekische Zeit (ca. 400 v. Chr. bis 300 n. Chr.) datiert werden. In einem der Hügel wurden ca. 800 Objekte aus Jade gefunden; die meisten anderen Hügel sind noch nicht erforscht. Andere bauliche Strukturen sind nicht erhalten.

## Stelen etc.
Mehrere Stelen wurden gefunden, von denen die Stele 6 mit der Darstellung eines Herrschers und dem Long-Count-Datum 9.1.12.14.10 (= 4. April 468) am besten erhalten ist. Auf einigen anderen Stelen fand man schriftähnliche Glyphen. Weitere Kleinfunde befinden sich im Nationalmuseum für Anthropologie in Mexiko-Stadt.